# Wye Oak
Gli Wye Oak sono un duo musicale folk rock statunitense, formatosi nel 2006 e originario di Baltimora.

## Storia del gruppo
Il gruppo è formato dagli amici Andy Stack e Jenn Wasner. Il nome iniziale del gruppo era Monarch, poi cambiato in Wye Oak in riferimento ad un famoso e gigantesco albero di quercia del Maryland. Il primo album viene pubblicato in maniera indipendente nel 2007. In seguito il gruppo firma un contratto con la Merge Records. Il secondo disco esce nel 2009. Nel marzo 2011 esce Civilian, che in Europa viene diffuso dalla City Slang e che è prodotto da John Congleton. Nell'aprile 2014 viene pubblicato il quarto album in studio, dal titolo Shriek.
Nel 2016 pubblicano Tween, composto da pezzi precedentemente scartati da Civilian e Shriek.
Il 6 Aprile 2018 esce il loro sesto album The Louder I Call, the Faster It Runs. Per il tour promozionale dell'album, aggiungono il bassista William Joseph Hackney alla loro line-up live.

## Formazione
- Jenn Wasner (nata nel 1986) - voce, chitarre
- Andy Stack - batteria, tastiere, cori
- William Joseph Hackney - basso live

## Discografia
- If Childern (2007, poi 2008, Merge)
- The Knot (2009, Merge)
- Civilian (2011, Merge)
- Shriek (2014, Merge)
- Tween (2016, Merge)
- The Louder I Call, the Faster It Runs (2018, Merge)
- Every Day Like The Last (2023)

## Singoli e EP
- Destroyer/Wye Oak split 7" singolo coi Destroyer (2008, Merge)
- My Neighbor/My Creator 12"/CD EP (2010, Merge)
- Holy Holy (2011, City Slang)
- The Alter (2011, City Slang)
- Strangers 7" singolo (2011, Merge)
- Spiral singolo digitale (2012, Adult Swim Singles Program 2012)
- Shriek (2014, City Slang)
- Trigger Finger 7" singolo (2015, Joyful Noise)
- Wave Is Not the Water (2017, Merge)
- The Louder I Call, The Faster It Runs (2018, Merge)
- Fortune (2019, Merge)
- Fear of Heights (2020, Merge)
- Walk Soft (2020, Merge)
- No Horizon EP (2020, Merge)

## Video Musicali
- It Was Not Natural (2018)
- The Louder I Call, the Faster It Runs (2018)
- Watching the Waiting (2016)
- Glory (2014)
- The Tower (2014)
- Holy, Holy (2011)